# KidsRights
KidsRights is een Nederlandse kinderrechtenorganisatie. De stichting komt op voor kwetsbare kinderen, geeft voorlichting en steunt lokale ontwikkelingsprojecten in Azië (India, Filipijnen en Thailand) en Afrika (Tanzania, Zuid-Afrika), vaak in samenwerking met de stichting Wilde Ganzen.
De stichting werd in juli 2003 opgericht door Marc Dullaert en Ingrid Ikink. De organisatie richtte in 2005 de Internationale Kindervredesprijs op. Sinds 2005 is het acteurskoppel Erik de Vogel en Caroline De Bruijn ambassadeur voor KidsRights.